# Roberto Geringer
Roberto Geringer Sallette es un deportista argentino que compitió en piragüismo en la modalidad de aguas tranquilas. Ganó una medalla de bronce en los Juegos Panamericanos de 2011 en la prueba de K2 1000 m.

## Palmarés internacional
| Juegos Panamericanos | Juegos Panamericanos | Juegos Panamericanos | Juegos Panamericanos |
| Año                  | Lugar                | Medalla              | Competición          |
| -------------------- | -------------------- | -------------------- | -------------------- |
| 2011                 | Guadalajara (México) | Medalla de bronce    | K2 1000 m            |